# Нокра (база)
933-й пункт матеріально-технічного забезпечення ВМФ СРСР (абр.: 933 ПМТЗ) — частина тилового і матеріально технічного забезпечення кораблів ВМФ СРСР в Червоному морі, на ефіопському острові Нокра в архіпелазі Дахлак. Діяв з 1978 до 1991 року.

## Географічні відомості
933 ПМТЗ знаходився в південно-західній частині Червоного моря на другому за розмірами (близько 130 км²) острові архіпелагу Дахлак (Далак) — Нокрі. Архіпелаг відмежований від Африканського континенту протоками Массава Південний та Массава Північний шириною від 12 км і складається з понад 130 островів, розкиданих по значній території.
Острів Нокра розташований біля західних берегів острова Дахлак-Кебір при вході до внутрішньої бухти Губбет-Мус-Нефіт. Довжина острова 4 км, ширина 2-2,5 км. На півдні береги облямовані кораловими рифами. Крайня південна точка острова — мис Рас-Булуль.

## Історія

### Передумови створення
У 1977 році під час першої ефіопсько-сомалійської війни Радянський Союз надав значну підтримку Ефіопії. В результаті уряд Сомалі висунув вимогу до СРСР у триденний термін евакуювати радянську військово-морську базу, яка діяла з 1964 року, з сомалійського порту Бербера. Але СРСР гостро потребував в даному районі Індійського океану спеціального пункту забезпечення для атомних підводних човнів і надводних кораблів на бойовій службі.
У травні 1977 а під час офіційного візиту до Москви ефіопський лідер Менгісту Хайле Маріам в обмін на військову допомогу пообіцяв надати СРСР як військово-морську базу ефіопський порт Массава. Однак Массауа був щільно блокований еритрейськими сепаратистами, а другий ефіопський порт, Асеб, був занадто малий, і до того ж через нього йшов весь вантажопотік в країну. Радянське керівництво вирішило розмістити базу на одному з островів архіпелагу Дахлак в Червоному морі.
Для проведення рекогносцировки в Ефіопію була направлена військова делегація експертів, яку очолив перший заступник начальника Головного штабу ВМФ адмірал П. Навойцев. До складу рекогносцировочної групи входив головний епідеміолог ВМФ Ю. Носов. Рекогносцировка показала, що рельєф берега і глибини моря біля Нокри дозволяли встановити плавучі причали і док, а також прийняти плавмайстерню.

### Розбудова і функціонування, склад сил
На початку 1978 року в Адис-Абебі була підписана міжурядова угода. В тому ж році на острові Нокра архіпелагу Дахлак був створений пункт матеріально-технічного забезпечення (ПМТЗ) ВМФ СРСР. АПМТЗ спочатку призначався для ремонту радянських підводних човнів, що оперували в зоні Індійського океану, а потім була переобладнана для відновлення технічної готовності кораблів ВМФ СРСР. У першій половині 1978 року на Дахлак рятувальний буксир СС-21 доставив плавдок ПД-66 вантажопідйомністю 8500 тон. Док був встановлений в бухті Губейт-Мус Нефіт.
У 1980 році окремий мобільний інженерний батальйон Чорноморського флоту провів роботи зі створення пункту маневреного базування з системами електро-і водопостачання. На базі встановлені два плавпричали типу ПМ-61, побудовані судноремонтна база, сховища палива і води, склади, вертолітний майданчик, житлові будинки для військовослужбовців та їх сімей тощо.
Крім плавмайстерні на базі постійно знаходився ще цілий ряд кораблів і суден допоміжного флоту. Зокрема, у 1988–1989 роках там знаходилися водолазний бот, плашкоут, морський буксир, водоналивний танкер, плавсклад, середній морський танкер, рефрижераторне судно, пожежний катер.
Для охорони ПМТЗ у лютому 1980 року на Нокру десантними кораблями були доставлені підрозділи морської піхоти Тихоокеанського флоту з важким озброєнням, включаючи танки Т-55, БТР-60, ЗСУ «Шилка» тощо. З 1985 року протидиверсійну охорону ПМТЗ забезпечували групи бойових плавців загону ППДСЗ Чорноморського флоту. А з червня 1988 року, з початком ефіопсько-еритрейської війни, для захисту бази і судноплавства від флоту еритрейських сепаратистів на Нокрі постійно базувався один-два артилерійські катери або малий протичовновий корабель.
За цей час бойові кораблі ВМФ СРСР кілька разів проводили самостійні або спільні з ефіопськими збройними силами операції в прилеглому секторі Червоного моря, а також відбивали напади морських сил повстанців:
- 20 листопада 1977 року для евакуації посольства СРСР і радянських громадян в порту столиці Сомалі Могадишо був висаджений морський десант.
- У грудні 1977 — січні 1978 року есмінець «Вєскій», з метою сприяння діям ЗС Ефіопії, обстрілював позиції еритрейців в районі Массави.
- Влітку 1978 а в порту Массави був висаджений тактичний десант у складі танкового взводу, який, не зазнавши втрат, захоплення порту і міста ефіопськими військами.

### Евакуація бази
1990 рік характеризувався загостренням військового конфлікту в Ефіопії. У лютому еритрейські повстанці остаточно захопили Массаву, в результаті чого Ефіопія втратила вихід до моря, а ефіопські бойові кораблі та судна перейшли на Нокру. З цього часу ПМТЗ і прилегла до острова акваторія стали систематично обстрілюватися береговими батареями еритрейців. Радянські кораблі вимушені були знову брати участь у бойових діях:
- 14 травня 1990 року морський тральщик «Развєдчик», яким командував капітан-лейтенант Сергій Насенко, здійснював конвоювання танкера «Інтернаціонал» в Червоному морі. Танкер був атакований чотирма катерами, оснащеними 106-мм артустановками. Моряки тральщика відкрили загороджувальний вогонь з кормової 25-мм АУ 2М-3М і двох 12,7-мм НСВТ «Утес», встановлених на тильній стороні ходового містка, а також автоматниками групи вогневого протидії. Бій тривав вісім хвилин. Був знищений один катер противника. Поранення отримав один з кулеметників, що вели вогонь з НСВТ.
- 27 травня 1990 року артилерійський катер АК-312 двічі відбив атаки чотирьох еритрейських катерів, причому потопив три з них, а сам повернувся на базу.
- У жовтні 1990 року малий протичовновий корабель «Комсомолець Молдавії» проекту 1124М придушив артилерійським вогнем дві батареї еритрейців, які обстріляли його з берега, а також знищив склад боєприпасів.
- 10 грудня 1990 року еритрейські сепаратисти обстріляли танкер «Шексна». Тральщик «Параван», що супроводжував його, прикрив танкер і дав відсіч нападникам.
- У грудні 1990 року тральщик «Дизеліст» потопив два з шести еритрейських катерів, що його атакували.

Постійні ракетно-артилерійські обстріли Нокри та конвоїв суден що забезпечували життєдіяльності ПМТЗ, фактична воєнна блокада острова значно ускладнили використання бази за призначенням. Загроза висадки десанту і можливе захоплення острова зумовлювали подальше втягування пункту базування, кораблів 8-ї оперативної ескадри і підрозділів морської піхоти в масштабний збройний конфлікт. 6 лютого 1991 надійшло розпорядження головнокомандувача ВМФ СРСР вивести усі сили ВМФ з острова Нокра архіпелагу Дахлак.
Евакуація почалася опівдні того ж дня. Протягом шести годин особовий склад ПМТЗ, а також сили оборони з майном, документами і зброєю були прийняті на борт плавмайстерні ПМ-129. О 17:14 на ПМТЗ був спущений державний прапор СРСР. Увечері, з настанням сутінок, усі кораблі та судна відійшли від пірсів і розосередилися по місцях безпечної якірної стоянки на внутрішньому рейді. Особовий склад 933 ПМТЗ і доданих йому сил у березні 1991 року був доставлений ПМ-129 в порт Владивосток, де і був розформований.
Після залишення острова радянськими військами все обладнання і майновий комплекс ПМТЗ за фактом перейшли у власність ефіопської сторони. Плавдок ПД-66, який не змогли вивести, затонув на штатному місці — ефіопці не змогли організувати його експлуатацію та обслуговування.

## Доля бази після евакуації ПМТЗ
В умовах кризи в СРСР, уряд Менгісту було повалено в травні 1991 року. З падінням в Ефіопії правлячого режиму і припиненням збройного конфлікту база на Нокрі втратила своє значення і прийшла в запустіння. Більшість технічно несправних кораблів і суден Ефіопії, що залишилися в базі без належного утримання, затонула в місцях їх стоянки.
Після визнання незалежності Еритреї міжнародним співтовариством у 1993 році острови Дахлак стали частиною Еритреї.
Зараз острів Нокра і покинута база — туристичний об'єкт — «Національний морський парк Дахлак», що привертає увагу любителів дайвінгу і дикої природи.
Як заявляють арабські ЗМІ, з 1995 року на островах архіпелагу Дахлак створена найбільша база ВМС Ізраїлю поза межами його територіальних вод. Заявляється також, що Ізраїль використовує два острови архіпелагу — Дахлак і Хатітау — не тільки як ВМБ, а й для складування радіоактивних відходів. Там же обладнана РЛС для стеження за Саудівською Аравією, Єменом і Суданом, а також за рухом нафтових танкерів.